# Lepturopetium
Lepturopetium Morat é um género botânico pertencente à família Poaceae.